# Königlich privilegierte Porzellanfabrik Tettau

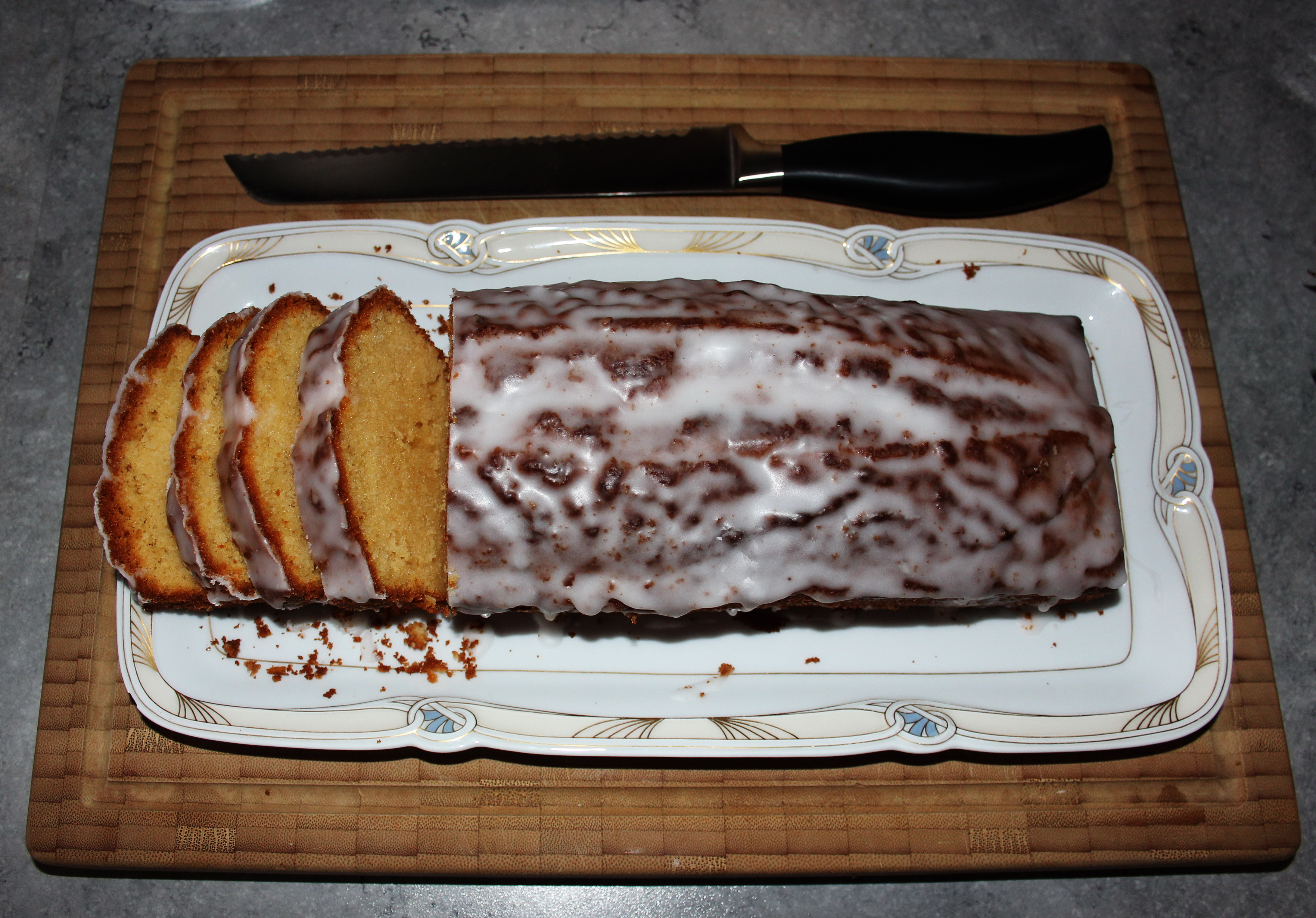
Kuchenplatte Porzellanfabrik Tettau

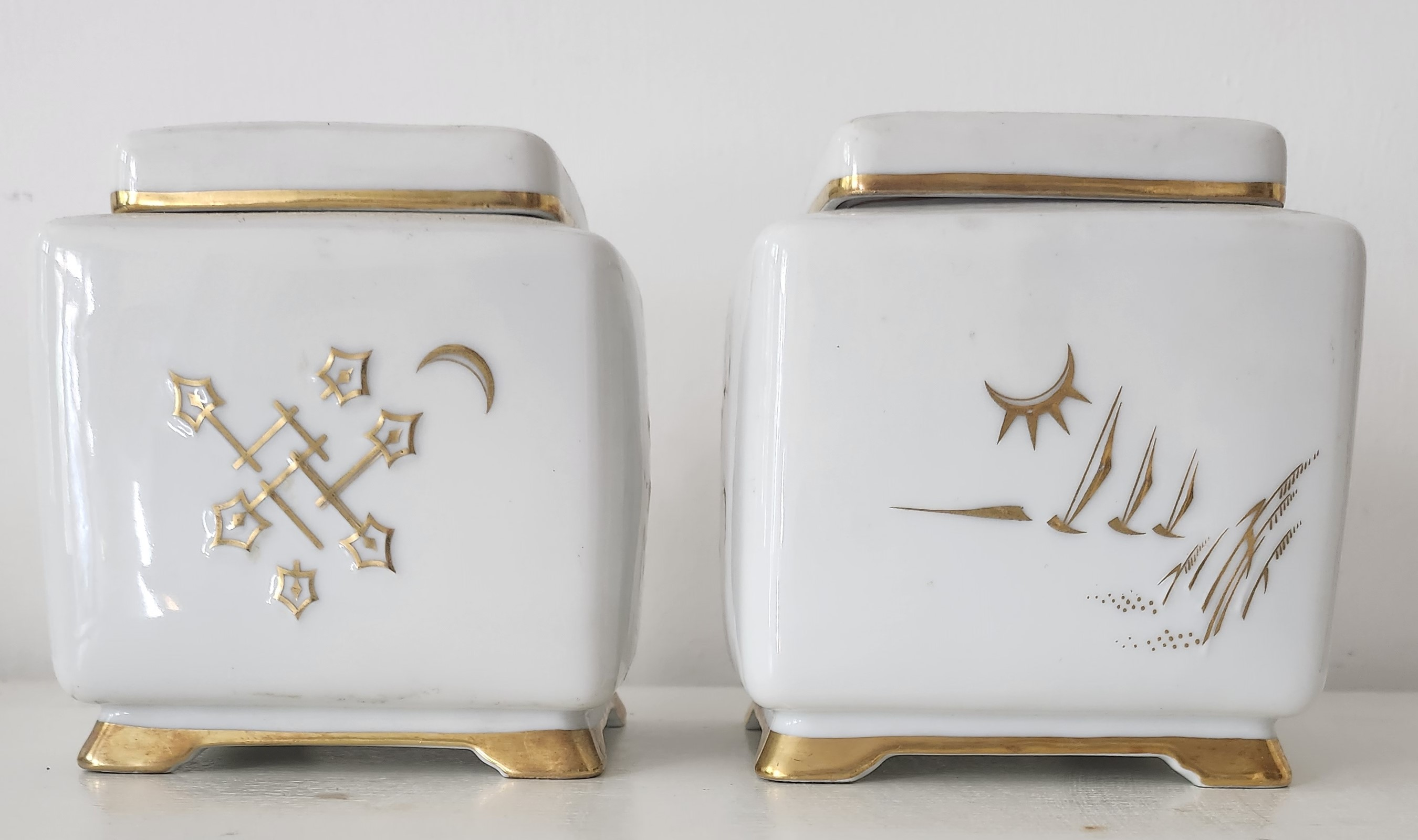
2 Seiten einer Dose

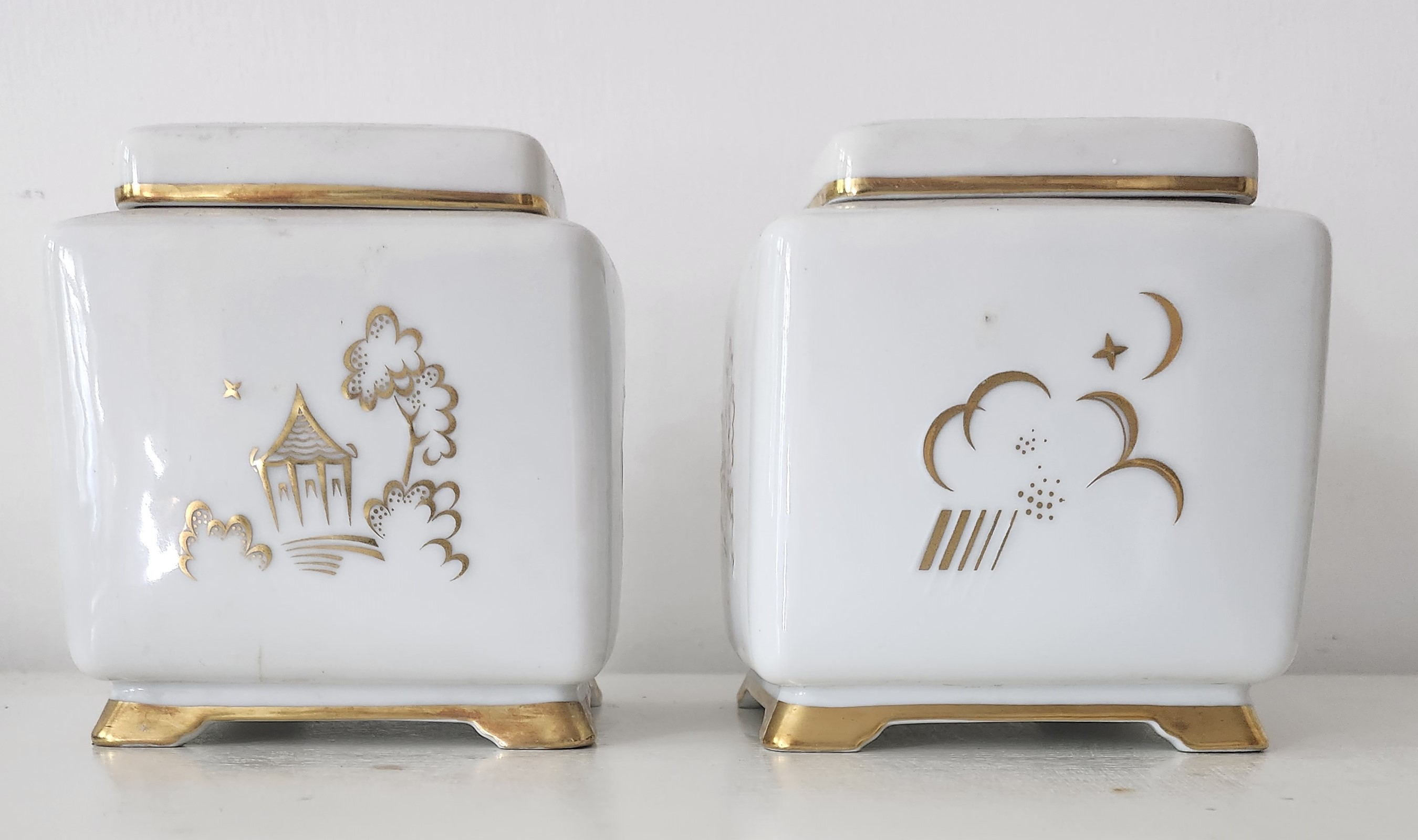
Die anderen Seiten einer Dose

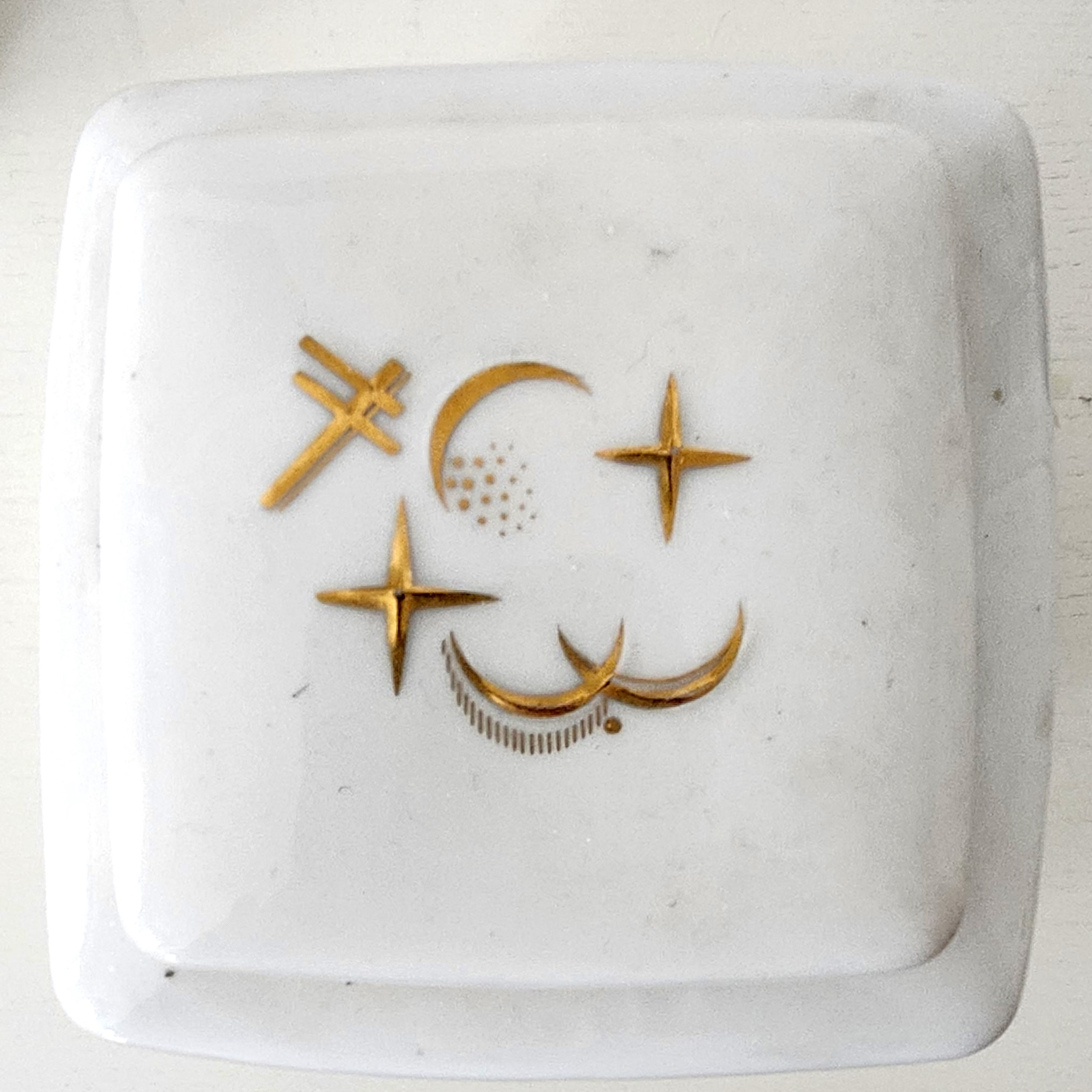
Deckel

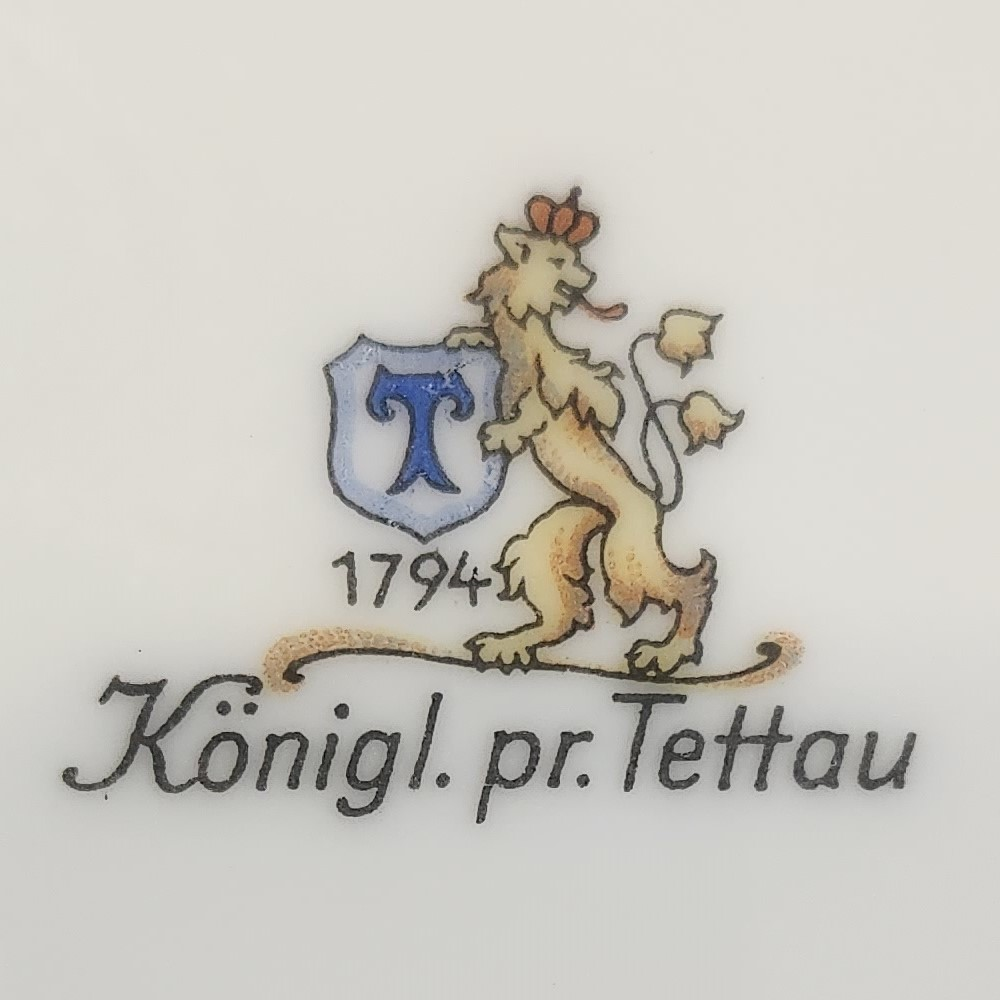
Boden mit Signatur

Die Königlich privilegierte Porzellanfabrik Tettau war eine 1794 im oberfränkischen Tettau gegründete Porzellanfabrik. Ende Mai 2019 wurde das Werk in Tettau geschlossen. Die Marke bleibt weiterhin bestehen, indem die Produktion der Sortimente auf die Standorte Erbendorf und Rudolstadt/Volkstedt (Kreis Saalfeld-Rudolstadt) verlagert wird.

## Geschichte
Die Königlich privilegierte Porzellanfabrik Tettau wurde 1794 unter Mitwirkung von Alexander von Humboldt im oberfränkischen Tettau gegründet. Firmengründer waren Georg Christian Friedmann Greiner aus Kloster Veilsdorf und der Coburger Kaufmann Johann Friedrich Paul Schmidt, denen der preußische König Friedrich Wilhelm II. das königliche Privileg zur Porzellanherstellung erteilte. Greiner entwickelte den reinweißen, transluzenten „Tettauer Scherben“.
Der Betrieb blieb bis 1852 im Besitz der Familie Greiner, wechselte dann mehrmals den Eigentümer. Zwischen 1866 und 1879 war das Werk im Besitz von Wilhelm Sontag (Geiersthal) und Karl Birkner. Ab 1897 bis 1915 wurde es unter der Bezeichnung Porzellanfabrik Tettau, vorm. Sontag & Söhne GmbH geführt. 1915 folgte die Umwandlung in eine Aktiengesellschaft, die spätere Porzellanfabrik Tettau AG.
Ende des 19. Jahrhunderts zählte das Werk 200 Mitarbeiter. Das Unternehmen hatte im 20. Jahrhundert bis zu 600 Mitarbeiter. Seit 1957 gehört die Porzellanfabrik zur Firmengruppe Seltmann Weiden. 2010 waren noch über 100 Mitarbeiter beschäftigt. An die 20 Tonnen Porzellan verließen jeden Monat den Betrieb. Im Sortiment fanden sich beispielsweise Dekore nach Werken namhafter Künstler wie Paul Klee, Franz Marc und August Macke.
Inzwischen wurden Produktion, Vertrieb und Verwaltung von Königlich priv. Tettau an den Standorten der Seltmann-Gruppe Rudolstadt/Volkstedt und dem Werk Erbendorf in diese eingegliedert.